# Anomala atrovirens
Anomala atrovirens är en skalbaggsart som beskrevs av Lin 2000. Anomala atrovirens ingår i släktet Anomala och familjen Rutelidae. Inga underarter finns listade i Catalogue of Life.